# Legbüchse

Ein übliches Gewehr als Legbüchse

Eine  Legbüchse ist eine Feuerwaffe, die eine Selbstauslösevorrichtung hat.
Legbüchsen wurden im 17. Jahrhundert und davor eingesetzt, um unerwünschte Wildtiere (Schädlinge – wie Ratten, Mäuse, Krähen, Fischotter) zu erlegen. Die Funktion erinnert stark an eine Selbstschussanlage.
Im 18. Jahrhundert wurden auch Wildschweine mit Legbüchsen bejagt. In mehreren Stichen des Augsburger Kupferstechers Johann Elias Ridinger wurden entsprechende Szenen festgehalten.
Im Jahr 1749 wurde die Jagd mit Legbüchsen in Preußen verboten. Andere Fürstentümer kamen in den folgenden Jahren zum gleichen Schluss. Ludwig Ganghofer dazu in seiner Beschreibung "Jagdleben im Hochland": "... trotz aller Wachsamkeit der Jäger, auch würgende Drahtschlingen und meuchlerische Legbüchsen.". Die Legbüchse wurde auch von Wilderern benutzt. Heute ist der Einsatz von Legbüchsen nach § 19, Abs. 1, Nummer 9 BJagdG (Bundesjagdgesetz) verboten.
Einem spektakulären Unglücksfall durch eine Legbüchse fiel Thekla von Hennigs auf dem Rittergut Buggow 21. November 1931 bei Anklam zum Opfer und  erlangte weit über Pommerns Grenzen hinaus Aufmerksamkeit, da es detailliert in den kurz darauf erschienenen Band 2 des bekannten Werks Wilddieberei und Förstermorde des Autors Otto Busdorf fand.
Fotografen nutzen gerne eine ähnliche Vorgehensweise, um ungestörte Aufnahmen von Tieren zu machen. Sie legen dazu ihren Fotoapparat ab und lösen die Aufnahme mit dem Selbstauslöser oder dem Fernauslöser aus. Mit Infrarotsensoren automatisch auslösende Foto- und Filmkameras nennt man auch Wildbeobachtungskameras.